# Awraham Stupp
Awraham Stupp (hebr.: אברהם סטופ, ang.: Avraham Stupp, ur. 1897 w Tłustem, zm. 26 września 1968) – izraelski historyk, filozof i polityk, w latach 1951–1955 poseł do Knesetu z listy Ogólnych Syjonistów.

## Życiorys
W Polsce ukończył studia filozoficzne i historyczne, uzyskał doktorat w 1932.
W wyborach parlamentarnych w 1951 po raz pierwszy i jedyny dostał się do izraelskiego parlamentu.